# Lycoperdon curtisii
Lycoperdon curtisii är en svampart som beskrevs av Berk. 1859. Lycoperdon curtisii ingår i släktet Lycoperdon och familjen Agaricaceae.   Inga underarter finns listade i Catalogue of Life.